# Єнебей-Урсаєвська сільська рада
Єнебе́й-Урса́євська сільська рада (рос. Енебей-Урсаевский сельский совет) — муніципальне утворення у складі Міякинського району Башкортостану, Росія. Адміністративний центр — село Єнебей-Урсаєво.

## Населення
Населення — 614 осіб (2019, 865 в 2010, 1094 в 2002).

## Склад
До складу поселення входять такі населені пункти:
| Населений пункт          | Населення, осіб (2002) | Населення, осіб (2010) |
| ------------------------ | ---------------------- | ---------------------- |
| Єнебей-Урсаєво, село     | 364                    | 285                    |
| Руське Урсаєво, присілок | 44                     | 28                     |
| Сатаєво, присілок        | 175                    | 136                    |
| Сафарово, присілок       | 339                    | 288                    |
| Туксанбаєво, присілок    | 172                    | 128                    |